# Wujek Sknerus (komiks)
Wujek Sknerus (tytuł stylizowany na Wujek $knerus) – seria komiksów z przygodami Sknerusa McKwacza. Na stronie internetowej wydawnictwa Egmont Polska, komiksy z serii są prezentowane jakoby należały do cyklu Kaczogród. Carl Barks. W rzeczywistości wydawane komiksy nie są powiązane z cyklem, a osobną kolekcją tomików.
Pierwsze doniesienia o wydaniu tomu Pamiętniki Sknerusa McKwacza pojawiły się w lipcu 2022. Informowano wtedy, że tom zostanie wydany z okazji 75. urodzin Sknerusa McKwacza. Autorem wydania jest fiński autor Kari Korhonen, który od 2018 roku tworzy serię o przygodach młodego Sknerusa, a ich akcja rozgrywa się zarówno w Szkocji i w Egipcie, jak i w Klondike i w Kaczogrodzie. Wiele komiksów w tomie pojawiło się na polskim rynku w ramach Kaczora Donalda, jednak nigdy wcześniej nie pojawiły się one zebrane w jednej publikacji. Polskie wydanie jest przedrukiem fińskiego wydania, który ukazał się pod nazwą Roope Ankan päiväkirjat.
Informacja o wydaniu drugiego tomu pojawiły się we wrześniu 2022 roku, w którego skład wchodzą komiksy napisane i narysowane na przestrzeni ostatnich 60. lat przez różnych autorów. Wydanie polskie jest oparte na szwedzkim albumie zatytułowanym Farbror Joakims växelrika liv.
Trzeci tom serii został zapowiedziany we wrześniu 2023 roku. Wiadomo, że publikacja w oryginale nosiła tytuł Uncle Scrooge and the Infinity Dime i była pierwszym komiksem Marvela, który wydał historie z kaczymi bohaterami. Polska wersja ukaże się pod nazwą Wujek $knerus i dziesięciocentówka nieskończoności. Premiera zaplanowana jest na 4 grudnia 2024 roku, a album będzie wydany w dwóch wersjach okładkowych. Ponadto tytułowy komiks został wydrukowany w 257 numerze serii Gigant Poleca.

## Lista tomów
| Premierowo wydane: |
| --- |
| - Kiedy świat był jeszcze wspaniały (Qfi/RAPK2021B) - Dobry dom (D 2018-103) - Byle do Dawson (D 2018-104) - Groszowe powieści (D 2018-106) - Kaczogród, rok pierwszy (D 2019-113) - Czarne skały (D 2019-114) - Drapacze chmur (D 2019-116) - Złoto faraona (D 2020-146) - Jeden z nich (D/SAN 2017-012) |

| Premierowo wydane: |
| --- |
| - Gdzie ten zapał? (S 63099) - Zwekslowany (W US 78-01) - Kaczki książki piszą (S 68019) - Szósty zmysł Sknerusa (S 70206) - Pół na pół (S 71225) - Gra o wszystko (H 84028) - Czekaj na mnie (D 9044) - Fałszywy podpis (D 97117) - Stare długi (D 2005-240) - Klątwa szamana (D/SAN 2011-005) - Dawno temu w Szkocji (D 2013-026) - Matematyczny miś (D 2017-092) - Długa droga (D 2019-009) - Znalezisko (ZD 60-05-08) |